# Guillaume Faye

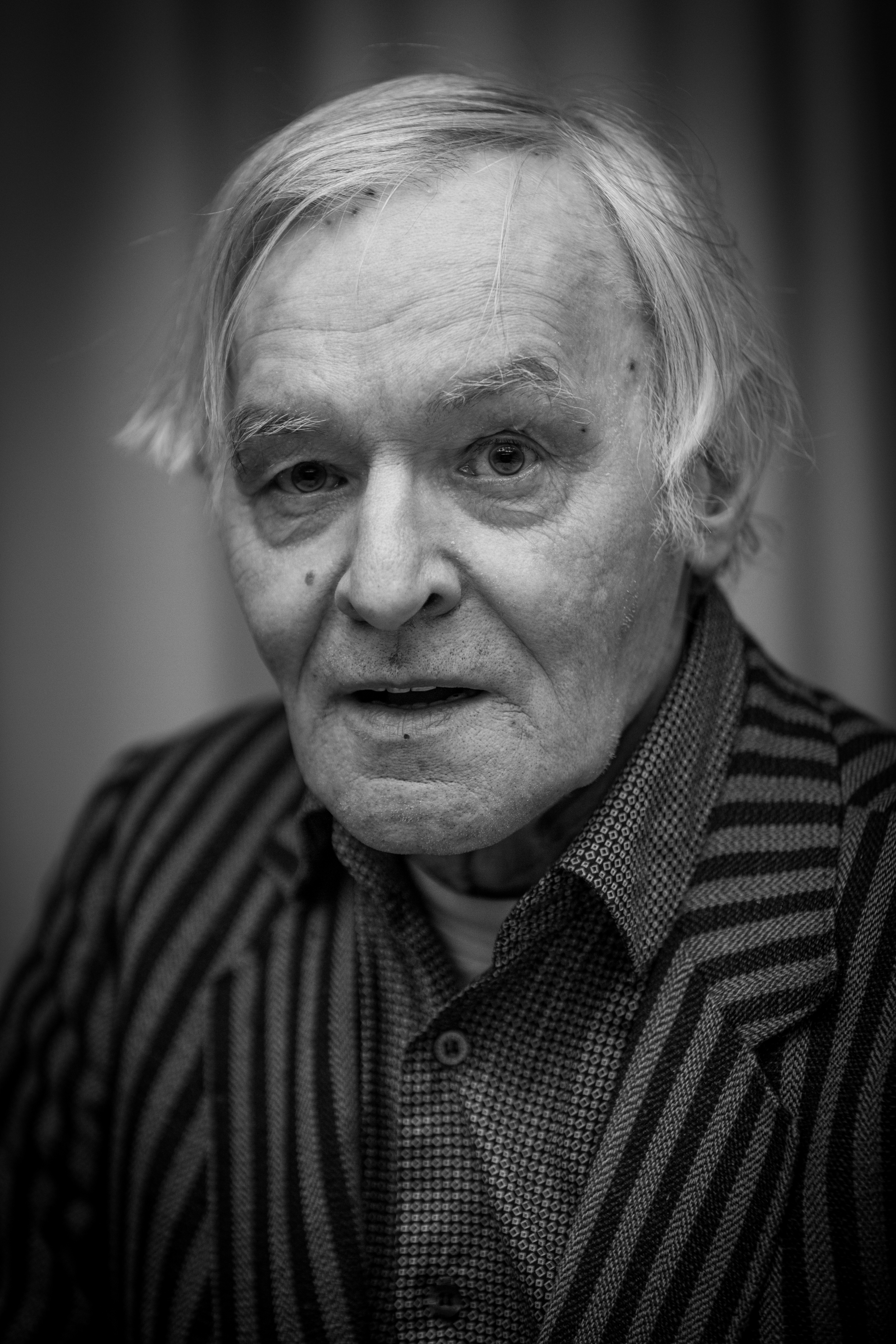
Guillaume Faye (2015)

Guillaume Faye (Angoulême, 7 november 1949 - 6 maart 2019) was een Franse journalist en schrijver.
Faye was doctor in politieke wetenschappen en was een van de belangrijkste theoretici van het Franse nieuwrechts (Nouvelle Droite) in de jaren 70 en 80. Als voormalig lid van de nieuwrechtse organisatie GRECE van Alain de Benoist nam hij deel aan het opsplitsen van de organisatie in 1986 samen met Yann-Ber Tillenon, Tristan Mordrelle en Goulven Pennaod. Toentertijd was hij dicht bij de anti-christelijke extreemrechtse kringen. Tegelijkertijd maakte hij naam als journalist, onder andere in Le Figaro, Paris Match, VSD, enz. Guillaume Faye gaf ook een journaal uit met de naam J'ai Tout Compris! (Ik heb alles begrepen!) dat al gauw opgeheven werd.
In 1987 trok Guillaume Faye zich terug uit de politiek. In 1990 nam hij deel aan de uitzendingen van het Skyrock radiostation als 'Skyman'. Hij kwam ook geregeld in de Telematin uitzending op het televisiekanaal France 2 van 1991 tot 1993. In 1998 keerde hij terug in de politiek nadat hij een paar essays had geschreven over diverse onderwerpen zoals cultuur, religie, enz. Een aantal van deze werden verzameld in zijn belangrijke werk Archeofuturism (1998). Dit boek legt zijn fundamentele ideeën uit, inclusief zijn oppositie tegen immigratie, zijn afkeer van hedendaagse Europese politiek, zijn oproep tot een paneuropese regering en zijn concept van archeofuturisme, wat het verenigen van traditionalisme, spiritualiteit en soevereiniteit met de laatste ontwikkelingen in wetenschap en technologie inhoudt.

## Islamcriticus
In zijn boek La Colonisation de l’Europe, Discours vrai sur l’immigration et l’Islam uit 2000 hekelt hij de islamisering en feminisering ('dévirilisation') van de Franse en Europese samenleving dat baadt in een op hol geslagen slachtofferdenken, 'etno-masochisme' en 'beschavingszelfmoord'. Dit alles zou volgens hem te wijten zijn aan de trauma's van de twee wereldoorlogen en dekolonisatie en de daaruit voortvloeiende morele dwang van het 'antiracisme'. Eveneens in 2000 lanceerde Faye J'ai Tout Compris! opnieuw als een maandelijkse uitgave waarin hij zijn ideeën uit. Faye voorspelt de afschaffing van Europese samenlevingen door massale immigratie en een "totale oorlog" tussen het Westen en de islamitische wereld, waarbij hij de "clash of civilizations" theorie van Samuel Huntington ondersteunt.
In 2003 werd hij geïnterviewd door Alfred Vierling.
Hij schrijft voor het rechtse tijdschrift Rivarol en werkt geregeld samen met de ultrarechtse heidense groep Terre et Peuple van Pierre Vial. Hij neemt ook deel aan conferenties in het buitenland, zoals die van de Amerikaanse blank-nationalistische groep American Renaissance op 3 maart 2006 en het eerste Euro-Rus congres op 2 december 2006.
Faye werd bekritiseerd voor zijn "extremisme" door Alain de Benoist in een interview uit maart 2000 dat werd gepubliceerd in het Italiaanse blad Area, dat dicht bij de Alleanza Nazionale ligt.
In 2007 bracht hij La Nouvelle question juive (De nieuwe Joodse vraag) uit, waarin hij Holocaustontkenners en antizionisten sterk veroordeelde en hen beschuldigde van pro-islamitische sympathieën. Als een gevolg hiervan werd hij ervan beschuldigd dat hij een "nationaal-zionist" zou zijn.